# Songwriter - Successo alle stelle
Songwriter - Successo alle stelle (Songwriter) è un film del 1984 diretto da Alan Rudolph.